# Corinthian League
Corinthian League var en engelsk amatörfotbollsliga som spelades mellan 1945 och 1963. Den täckte in London med omnejd.
Ligan bildades 1945 (när fotbollen återupptogs efter andra världskriget) av nio klubbar.  Anledningen till att ligan bildades var ett utbrett missnöje bland flera av klubbarna. Under kriget hade de spelat mot flera ”större klubbar” från Athenian och Isthmian League i krigsligor med bra resultat, men nu fann de sig beordrade tillbaka till de svagare Spartan och London League.
Den nya ligan blev en stor succé och de följande säsongerna fick ligan fler nya medlemmar än man tappade och några säsonger av stabilitet infanns sig. 1954 tillkom Yiewsley och ersatte Hounslow som gick med i Athenian och 1956 lämnade Carshalton ligan för Athenian. Det här skulle komma att bli ett mönster som skulle följa Corinthian league till dess sista säsong, att ligans toppklubbar hela tiden letade efter någonting bättre. 1963 hade ligan expanderat till 16 klubbar men ändå absorberades den det året av Athenian League och bildade dess first division, tillsammans med Delphian League som blev Athenians second division.
| År      | Mästare             |
| ------- | ------------------- |
| 1945-46 | Grays Athletic      |
| 1946-47 | Walton & Hersham    |
| 1947-48 | Walton & Hersham    |
| 1948-49 | Walton & Hersham    |
| 1949-50 | Hounslow Town       |
| 1950-51 | Slough Town         |
| 1951-52 | Hounslow Town       |
| 1952-53 | Carshalton Athletic |
| 1953-54 | Carshalton Athletic |
| 1954-55 | Hounslow Town       |
| 1955-56 | Maidstone United    |
| 1956-57 | Yiewsley            |
| 1957-58 | Maidenhead United   |
| 1958-59 | Dagenham            |
| 1959-60 | Uxbridge            |
| 1960-61 | Maidenhead United   |
| 1961-62 | Maidenhead United   |
| 1962-63 | Leatherhead         |